# 月詠
『月詠』（つくよみ）は、有馬啓太郎による日本の漫画作品。1999年9月号から2009年3月号まで『COMIC GUM』に連載。2004年10月には『月詠 -MOON PHASE-』（つくよみ ムーンフェーズ）のタイトルでテレビアニメ化された。

## あらすじ
なぜか心霊写真ばかりを撮ってしまうカメラマンの森丘耕平は、取材に行ったドイツの古城で、ヴァンパイアの少女である葉月と出会った。その城に幽閉されていた葉月は、耕平の血を吸って僕（しもべ）として城から脱出しようと考えて血を吸うも、全く効果が現れなかった。だが、耕平が城の封印装置を壊したことにより葉月は城から脱出し、そしてあろうことか、生き別れの母の行方を求めて、耕平と共に（別行動だが）日本へ向かった。

## 登場人物
葉月（はづき）
声 - 斎藤千和
又の名をルナ。吸血鬼（純血種）の少女。ドイツの古城・ノイシュバルツクヴェレ城に幽閉されていたところを、耕平の力を借りて逃げ出した。天真爛漫かつ我儘で、耕平の事を「下僕」（ドレイ、アニメではシモベ）と呼んではばからない。城に捕らわれて以来離れ離れになってしまった、母親の清音（セイネ）を探している。
当初は本人も知らなかったが、デイ・ウォーカー（「日中蠢く者」の意、陽光の下でも活動できる吸血鬼）である。葉月の場合はキンケルの能力と異なり、本当に陽光を浴びることができる。
森丘 耕平（もりおか こうへい）
声 - 神谷浩史
カメラマンの青年。霊感がまったくないにもかかわらず、何故か撮る写真が70%もの高確率で心霊写真になってしまうため、普通の写真が撮りたい本人は苦悩しているものの、ひろみには職業の関係で重宝されている。
実は見えないだけではなく霊的な影響を一切受け付けない体質で、吸血鬼に噛まれてもその支配を受けない。このような人間は「吸血鬼の恋人」（アマ・ヴァンパイア、アニメではアマ・ラーミア）と呼ばれる。
御堂 成児（みどう せいじ）
声 - 櫻井孝宏
耕平の従兄弟で、「御堂晴爾」の名で活躍する正真正銘の霊能者。ひろみの雑誌に連載を持っている。愛車は日産の「シルビアS14（後期）」。
エルフリーデ
声 - かかずゆみ
キンケルの下僕である吸血鬼（転向者）。小悪魔（グレムリン）を召喚して使役する能力を持つ。城から逃げ出した葉月を連れ戻すため、キンケルと共に日本へやってくるが、内心ではキンケルの支配から逃れたいと思っている。
漫画では葉月にからかわれるドジっ娘であり捕えられた上に乳首丸出しにされたりと散々な目にあわされる。さらに葉月に服を剥かれた際も再び乳首丸出しにされ皆に見られるなど読者サービス担当となっている。成児からは「Ｄはかたい」と評価されるなどスタイルはかなり良い。
アニメ版では逆に葉月をからかって遊ぶクールな性格になっている。漫画のようにお色気シーンは一切なく、そもそも服を剥かれるシーンなどもカットされている。
ハイジ
声 - 山崎雅美
葉月の使い魔。猫耳を持った子供のような姿をしている。今の姿になる前は灰色の猫であったため、「灰次郎」を略してハイジと名付けられた。元々は葉月の母・清音の使い魔で、更に遡ると耕平の母・静流の式神であった「白灰達」（アクダ）なのだが、どのような経緯で清音の使い魔となったのかは本人も憶えていない。
安西 ひろみ（あんざい ひろみ）
声 - 根谷美智子
耕平と成児の友人で、オカルト雑誌の編集者。
御堂 竜平（みどう りゅうへい）
声 - 麦人
耕平と成児の祖父。かつては成児同様の霊能者だったが、現在は引退し骨董品店「マルミ堂」の店主をしている。
御堂 光（みどう ひかる）
声 - 門脇舞
御堂本家当主の娘で双子の姉。成児の婚約者。高い身体能力を持つ。お転婆な性格をしていて、似た者同士である葉月とはよく喧嘩になるが、成児の前では清楚に振舞っている。
御堂 薫（みどう かおる）
声 - 松来未祐
御堂本家当主の娘で双子の妹。耕平の婚約者。魑魅魍魎を操る能力を持つ。姉とは逆に内気な性格をしているが、時々腹黒い一言を口にする事がある。
御堂 弥生（みどう やよい）
声 - 小杉十郎太
御堂裏本家の初代（先々代）当主で、鬼御堂と呼ばれている。竜平の父親。30年以上見た目が変わっていない。
御堂 小春（みどう こはる）
声 - 丸山裕子
ハインリヒ・フォン・キンケル
声 - 松山鷹志
伯爵位を持つノイシュバルツクヴェレ城の留守居役。吸血鬼（転向者）だが、表向きは画家として知られている。光を操る能力を持ち、特に自分に降り注ぐ陽光を逸らすことで、日中でも屋外で活動する事ができる。
ビゴー
声 - 立木文彦
キンケルの配下で、葉月の世話役。
アルト
声 - 石毛佐和
葉月の妹。影を操る能力を持つ。無口無表情で、姉とは正反対の性格の持ち主。
まりお
声 - 成田剣
バルガス
声 - 西前忠久
ジェダ
声 - 矢薙直樹
加来徹也（かく てつや）
著名なプログラマー。ネコミミ・メガネ・メイドに非常に弱い。父親の達也はホテルの支配人で、こちらも経営するホテルに備品としてネコミミを置くほどのネコミミ狂い。アニメ版には登場しない。

## 書誌情報
- 有馬啓太郎 『月詠 〜MOON PHASE〜』 ワニブックス〈GUMコミックス〉、全16巻
  1. 2000年3月25日、ISBN 4-8470-3342-6
  2. 2000年8月25日、ISBN 4-8470-3361-2
  3. 2001年4月25日、ISBN 4-8470-3395-7
  4. 2001年12月17日、ISBN 4-8470-3423-6
  5. 2002年6月25日、ISBN 4-8470-3432-5
  6. 2003年2月25日、ISBN 4-8470-3443-0
  7. 2003年10月24日、ISBN 4-8470-3457-0
  8. 2004年5月25日、ISBN 4-8470-3469-4
  9. 2005年1月1日、ISBN 4-8470-3486-4
  10. 2005年7月25日、ISBN 4-8470-3509-7
  11. 2006年3月25日、ISBN 4-8470-3535-6
  12. 2006年10月25日、ISBN 4-8470-3578-X
  13. 2007年4月25日、ISBN 978-4-8470-3597-5
  14. 2007年11月24日、ISBN 978-4-8470-3619-4
  15. 2008年7月25日、ISBN 978-4-8470-3647-7
  16. 2009年3月25日、ISBN 978-4-8470-3677-4
- 有馬啓太郎 『月詠 〜MOON PHASE〜【新装版】』 ワニブックス〈GUMコミックスプラス〉、全8巻
  1. 2013年2月25日、ISBN 978-4-8470-3843-3
  2. 2013年2月25日、ISBN 978-4-8470-3855-6
  3. 2013年3月27日、ISBN 978-4-8470-3868-6
  4. 2013年3月27日、ISBN 978-4-8470-3869-3
  5. 2013年4月25日、ISBN 978-4-8470-3872-3
  6. 2013年4月25日、ISBN 978-4-8470-3873-0
  7. 2013年5月25日、ISBN 978-4-8470-3875-4
  8. 2013年5月25日、ISBN 978-4-8470-3876-1

## テレビアニメ
『月詠 -MOON PHASE-』のタイトルで、2004年10月からテレビ東京とテレビ大阪で深夜アニメとして放送された。全25話。第26話についてはテレビ放送されず、DVD第13巻に追加収録された。
基本的に原作に準拠しているが、原作におけるお色気描写は全面的にカットされているなど変更点も存在する。このためエルフリーデは性格の設定が大幅に変更、加来徹也及び加来達也はアニメ自体に登場しない。また、耕平に対する葉月の呼び方もドレイではなくシモベとなっている。
特筆すべき特徴として、舞台劇のセットを思わせるカメラワーク、唐突に降ってくる金ダライや停電時に懐中電灯で顔を下から照らす所作など、『8時だョ!全員集合』を意識した演出が多用されている。また、オープニング映像内のカットでしりとりを行う、終了テロップに毎回有名作家によるイラストを用いる、といった特徴的な表現を含んだ作品であった。総監督を務めた新房昭之にとっては、この作品が「小ネタ」を多用した新たな作風、スタイルを確立するきっかけとなり、『ぱにぽにだっしゅ!』や『ネギま!?』といった以降の監督作品にもこの作風が継承されている。また、本作以降はほぼ全ての新房監督作品でシャフトがアニメーション制作を担当するようになっており、他の制作スタッフも本作を担当した人物が多い。
テレビ放送時の中盤や終盤での紙芝居のような表現のシーンが、DVD版では大幅に動画が追加・修正されている。

### スタッフ
- 原作 - 有馬啓太郎
- 総監督 - 新房昭之
- 監督補佐 - 鈴木利正
- シリーズ構成 - 関島眞頼
- キャラクターデザイン・総作画監督 - 相澤昌弘
- ビジュアルディレクター - 武内宣之
- 設定協力 - 尾石達也（第17話、第18話）
- 美術監督 - 桑原悟
- 背景 - スタジオ天神
- 美術担当 - 諸熊倫子
- 色彩設計 - 日比野仁
- 撮影監督 - 小澤次雄（第1話 - 第19話、第20話以降表記無し）
- ビジュアルエフェクト - 酒井基（第24話）
- 編集 - 関一彦
- 音響監督 - 亀山俊樹
- 音響効果 - 山田稔
- 音楽 - 久米大作
- 音楽プロデューサー - 福田正夫
- 音楽制作協力 - VS&P（第1話 - 第14話） → N.W.S.I.、ナポリス、スリー・ディー
- 音楽協力 - テレビ東京ミュージック
- タイトルロゴデザイン - 萩原栄一
- プロデューサー - 吉田博、尾留川宏之
- アニメーション・プロデューサー - 久保田光俊
- アニメーション制作 - シャフト
- 音楽制作 / 製作 - ビクターエンタテインメント

### 主題歌
オープニングテーマ「Neko Mimi Mode」はシングル発売後、主題歌とは別に、渋谷センター街の期間限定テーマソングとしても使用された。

#### オープニングテーマ
「Neko Mimi Mode」
作曲 - Dimitri From Paris / 声 - Chiwa Saito played Hazuki
（第1話 - 第8話、第10話 - 第13話、第15話 - 第24話）
「Tsuku Yomi Mode」
作曲 - Dimitri From Paris / 声 - Chiwa Saito played Luna
（第9話、第14話）
第25話・第26話はオープニング無し。「Neko Mimi Mode」を第25話、第26話のエンディングとして使用。

#### エンディングテーマ
「Pressentiment triste」
作詞・作曲・編曲 - 橋本由香利 / 仏語詞訳：yuka / 歌 - marianne Amplifier feat. yuka
（第1話、第2話、第9話、第14話、第19話TV放映版）
- 「悲しい予感」のフランス語バージョン。

「悲しい予感」
作詞・作曲・編曲 - 橋本由香利 / 歌 - marianne Amplifier feat. yuka
（第3 - 6話、第8話、第10 - 13話、第15話、第16話、第18話、第20 - 24話）
「波のトリコになるように」
作詞 - サエキけんぞう / 作曲・編曲 - 菊地成孔 / 歌 - 小川範子
（第7話）
「Just for my love」
作詞 - 伊藤利恵子 / 作曲 - 北川勝利 / 編曲 - 桜井康史 / 歌 - 巫女ツインズ（門脇舞・松来未祐）
（第19話DVD版）
第17話はエンディング無し。

#### 挿入歌
「波のトリコになるように」
作詞 - サエキけんぞう / 作曲・編曲 - 菊地成孔 / 歌 - 小川範子
（第3話）

### 各話リスト
| 話数   | サブタイトル                                                                | 脚本       | 絵コンテ     | 演出                      | 作画監督                                       | エンドカードイラスト                 |
| ------ | --------------------------------------------------------------------------- | ---------- | ------------ | ------------------------- | ---------------------------------------------- | ------------------------------------ |
| 第1話  | 「おにいさま、私のシモベになりなさい♥」                                     | 金巻兼一   | （表記無し） | 大沼心                    | 相澤昌弘                                       | 秋山由樹子 相澤昌弘                  |
| 第2話  | 「御主人様とおよびなさい♥」                                                 | 関島眞頼   | 田中穣       | 鈴木利正                  | 田中穣                                         | 天原埜乃                             |
| 第3話  | 「おにいさま、私といっしょに暮らしてくださいね♥」                           | 金巻兼一   | 武内宣之     | 武内宣之                  | 水上ろんど 岩崎泰介                            | 下北沢鈴成                           |
| 第4話  | 「おにいさま、…キスしたくなっちゃた♥」                                      | 金巻兼一   | 鈴木利正     | 江島泰男                  | 馬上理絵                                       | POP                                  |
| 第5話  | 「おにいさま、ふるふるふるむーん♥」                                         | 植竹須美男 | 田所修       | 岡嶋国敏                  | 大塚舞                                         | 髙木信孝                             |
| 第6話  | 「おにいさまと京都で…うふ♥ わくわく♥♥」                                     | 関島眞頼   | 福田道生     | 尾石達也                  | 田中穣                                         | かわむらやすひと                     |
| 第7話  | 「……だって欲しかったんだもん♥」                                             | 金巻兼一   | 大沼心       | 大沼心                    | 相澤昌弘                                       | 島田フミカネ                         |
| 第8話  | 「母様がきてくれた! うれしい♥」                                             | 北嶋博明   | 田所修       | 横山じゅんいち            | 糸島雅彦                                       | ごとP                                |
| 第9話  | 「おにいさま、私を夢から助けて…おねがい」                                   | 大久保智康 | 田所修       | 国崎友也                  | 奥野浩行 水上ろんど 山田一豊                   | 原田たけひと                         |
| 第10話 | 「ゆるさない…初めてのシモベのくせに」                                       | 大久保智康 | 米田光宏     | 米田光宏                  | 村山公輔                                       | 撫荒武吉                             |
| 第11話 | 「おにいさま、安静にしてなきゃダメ♥」                                       | 金巻兼一   | 福田道生     | 鈴木利正                  | 相澤昌弘                                       | Dr.モロー                            |
| 第12話 | 「ゆるせないの、あいつだけは…!」                                            | 北嶋博明   | 加藤洋人     | くりもとひろゆき 尾石達也 | 田中穣 大田和寛 浜津武広 水上ろんど 西田美弥子 | Niθ（イラスト） りんごキック（彩色） |
| 第13話 | 「おにいさま、みんなで伯爵を倒しましょうね♥」                               | 大久保智康 | 加藤洋人     | 加藤洋人                  | 山田一豊 田中穣 加藤洋人                       | E=mc2                                |
| 第14話 | 「おにいさまといっしょに……お散歩したいです♥」                               | 北嶋博明   | 田所修       | 上坪亮樹                  | 糸島雅彦                                       | ぢたま(某)                           |
| 第15話 | 「おにいさま、“せきにん”とってくださいね♥」                                 | 大久保智康 | 大沼心       | 大沼心                    | 西田美弥子 亀谷響子                            | いとうのいぢ                         |
| 第16話 | 「おにいさま、どうしてもふるふる堂のネコミミ饅頭じゃなくちゃだめなんです♥」 | 金巻兼一   | 福田道生     | 平田豊                    | 大田和寛                                       | おーじ                               |
| 第17話 | 「おにいさま、なんでこんなことになるわけ!?」                                | 金巻兼一   | 草川啓造     | 草川啓造                  | 相澤昌弘                                       | 中央東口                             |
| 第18話 | 「ヤッホー♥ ハイホー♥ 今、会いに行きますネ♥」                               | 大久保智康 | 福田道生     | 斉藤良成                  | 大田和寛                                       | ☆画野朗                              |
| 第19話 | 「お山の日 湯けむりのサル ねこのヒゲ♥ …で、あんたたち誰?」                  | 金巻兼一   | 田所修       | 上坪亮樹                  | 亀谷響子 田中穣 西田美弥子                     | 八雲剣豪                             |
| 第20話 | 「おじいさま、どーしてそんな格好してるんですか?」                           | 北嶋博明   | 鈴木利正     | 大沼心                    | 糸島雅彦                                       | CHOCO                                |
| 第21話 | 「おにいさま、それってどこの地方の手まり唄?」                               | 関島眞頼   | 米田光宏     | 米田光宏                  | 村山公輔                                       | みつみ美里                           |
| 第22話 | 「おにいさま、そんな人だったんですか!?」                                    | 金巻兼一   | 田所修       | 草川啓造                  | 杉山延寛 亀谷響子                              | 西E田                                |
| 第23話 | 「おにいさま、わたしってそんなにヘンですか?」                               | 大久保智康 | 福田道生     | 鈴木利正                  | 西山一人                                       | 武内崇（イラスト） 蒼月誉雄（彩色）  |
| 第24話 | 「サヨナラ、おにいさま……私、ホントに帰っちゃうよ? 帰っちゃうよ?」           | 北嶋博明   | 福田道生     | 大沼心                    | 大田和寛                                       | いづなよしつね                       |
| 第25話 | 「おにいさま、最終回だそうですよ♥ ずっと私のシモベでいてくださいね♥♥♥」     | 金巻兼一   | 尾石達也     | 尾石達也                  | 相澤昌弘                                       | 有馬啓太郎                           |
| 第26話 | 「おにいさま、ゆらゆらきらきらどんぶらこ これって、なーんだ?」              | 金巻兼一   | 武内宣之     | タムラコータロー          | 水上ろんど 植田和幸                            | （無し）                             |

### 放送局
この2局のみで放送されたテレビアニメは、この作品の他には『銀盤カレイドスコープ』と『陰からマモル!』のみである。
| 放送地域   | 放送局     | 放送期間                      | 放送日時                 | 放送系列       |
| ---------- | ---------- | ----------------------------- | ------------------------ | -------------- |
| 関東広域圏 | テレビ東京 | 2004年10月4日 - 2005年3月28日 | 月曜 25時30分 - 26時00分 | テレビ東京系列 |
| 大阪府     | テレビ大阪 | 2004年10月9日 - 2005年4月2日  | 土曜 26時40分 - 27時10分 | テレビ東京系列 |

## インターネットラジオ
2004年9月から2005年9月までビクターエンタテインメントの公式サイトで『月詠ラヂオ堂』が配信されていた。パーソナリティは、葉月役を担当した斎藤千和。
アニメ終了後も全回公開されていたが、2009年2月13日をもって配信停止された。